# 鈴木奈穂子
鈴木 奈穂子（すずき なおこ、1982年1月29日 - ）は、NHKのアナウンサー。神奈川県横浜市出身。

## 経歴
法政大学女子高等学校（現・法政大学国際高等学校）、法政大学社会学部卒業後、2004年入局。

### 学生時代
- 転校が多く、小学校は3つ通う[3]。中学生時代は吹奏楽部に所属しトランペットを担当していた。高校時代にはバトントワラー部に所属[4]し、横浜みなと祭国際仮装行列やオレンジ祭などでは部長を務めた。親の影響で高校時代からテニススクールに通う[3]。当時、横浜育ちの妻夫木聡について、地元の女子校生の間ではデビュー前にも関わらず、知らない人はいないほど有名であった[5]ため、「一方的に知っていた」[6]という。
- 大学ではテニスサークルに所属[3]。2年生の時にアナウンサーを志望し[7]、3年生から法政大学自主マスコミ講座「アナウンスコース」[3]に第15期生として参加[8][9]。コミュニケーション論を学ぶゼミに入る。学部のパンフレットを作る活動をした。「化粧が人とのコミュニケーションにどんな影響をもたらすのか」について卒論を書く[3]。
- アナウンサースクールは日テレ学院とテレビ朝日アスクに通っていた。日本テレビの東京箱根間往復大学駅伝競走中継の中で、久保田直子（立教大学、後にテレビ朝日アナウンサー）とともに駅伝グッズ紹介コーナーのモデルとして出演している。
- 就職氷河期世代であり、 就職試験では100社程度エントリーした[3]。竹内香苗（当時TBSアナウンサー）との対談で、当時TBSを受験したと明らかにしている[10]。

### NHK入局後
- 入局後、四国の2都市（高松、松山）の放送局に2年ずつ勤務[3]し、いずれの地域でも地上デジタル放送推進大使を務めた。特に“デジタル・マドンナ”の愛称がある松山では、図らずも東京で担当番組の後継者となった上條倫子（2007年入局）が就任するまで1年半以上、松山・高松・岡山3局の大使を掛け持ちした。
- 2008年度からの『首都圏ネットワーク』担当時にはその後の2分間番宣番組も受け持ち、“7時28分の恋人”の半井小絵気象予報士と同様に、“7時56分の女”“8時43分の女”と局内で呼ばれていたこともある[11]。
- 2010年度の改編に伴う異動で、島津有理子が有働由美子の後任としてアメリカ総局（ニューヨーク支局）へ異動することとなったため、島津が担当していた『NHKニュースおはよう日本』と東京の地デジ大使を引き継いだ[12]。地デジ大使は松山時代に務めて以来2年ぶりに復帰し、2011年7月24日の地上デジタル放送移行まで務めた。アナログ放送の最終アナウンス（宮城県・岩手県・福島県除く）も鈴木が行った。

- 2012年11月22日、法政大学在学中に知り合ったTBSのディレクターと結婚[13]。
- 2018年10月16日から11月2日まで、体調不良のため『NHKニュース7』を休養[14]（代役は池田伸子、久保田祐佳、井上あさひが担当）[15]。2019年3月いっぱいで、出産のため『ニュース7』を降板[16]。5月18日、第1子となる女児を出産[17]
- 2021年3月29日、産休・育休から約2年ぶりに復帰し、退職した近江友里恵の後任として『あさイチ』の司会に就任した[18]。

## 人物

### 趣味・特技
- 趣味はディズニー映画、舞台鑑賞[19]。
- 特技はバトン[19][4]、口笛[20][21]

### 嗜好
- 好きな食べ物は肉、寿司、餃子、カレーライス、アイスクリーム[19]。朝のルーティンはヨーグルトメーカーで作る自家製甘酒とコーヒー。コーヒーは水筒に入れて毎日会社にも持参している[22]。

### 交友関係
- 女優の伊勢佳世は法政大学女子高等学校（現：法政大学国際高等学校）時代の同級生。2024年4月3日、伊勢が出演したNHK総合の連続テレビ小説『虎に翼』の放送の後、鈴木自身が担当する『あさイチ』の冒頭にてそのことを明らかにした[23]。

### エピソード
- アルバイトはあまり続かなかったが、飲食店やテレビ局など色々経験した[3]。
- アナウンサー志望を決めたのは大学2年の時で、就活では、OB訪問や、各局のセミナーに参加した[24]。
- 極度のめんどくさがり屋。そのため、自身が出演する『あさイチ』に「鈴木のあーめんどくさい」というコーナーができるほどである[25][26]。めんどくさがりのあまり、時短料理のために週末に作り置きすることに挑戦するも結局やらなくなってしまった。また、扇風機のボタンを足で操作していると子どもが真似をするようになった[27]。

## 出演
☆印は現在出演（担当）中。

### 報道
- おはようかがわ（高松局時代）
- 情報ワイド いきいき香川・ニュースアップ コーナー担当 ほか（同上）
- いよかんワイド メインキャスター（松山局時代、2006年4月 - 2008年3月21日）
- お元気ですか日本列島 ぐるっとニュース四国担当（同上）

※上の2つはいずれも仙波紀子と隔週交替で担当した。
- 首都圏ネットワーク キャスター（2008・2009年度）
- 平日正午の首都圏ニュース[注 1]
- NHKニュースおはよう日本 平日5時台メインキャスター（小郷知子の代役）
- ニュースウオッチ9 リポーター（安部みちこの代役）
- NHKニュースおはよう日本（キャスター：6:30 - 7:45）祝日を除く月曜 - 金曜（2010年3月29日 - 2015年3月27日）
- おはよう日本・関東甲信越（キャスター：7:45 - 8:00）祝日を除く月曜 - 金曜（2010年3月29日 - 2015年3月27日）
- ニュースウオッチ9（キャスター：2015年3月30日 - 2017年3月31日）
- NHKニュース7 メインキャスター  祝日を除く月曜 - 金曜（2017年4月3日 - 2019年3月29日）
- 東京都議会議員選挙開票速報（2017年7月2日）

### スポーツ
- 2006 FIFAワールドカップデイリーハイライト（2006年）※堀尾正明と担当。
- バンクーバーオリンピックベストセレクション（ダイジェスト番組、2010年2月14日 - 2月28日【大会期間中】）[28]

※工藤三郎、ベッキーと担当。
- ロンドンオリンピック（現地キャスター、2012年）

※メダルを獲得した選手へのインタビューや、閉会式の実況も担当したが、後者においては登場したミュージシャンの演奏中に延々としゃべり続けていたことなどが視聴者から批判された。

### バラエティ・その他
- ふれあい紀行 山里ににぎわい再び 香川県塩江町（BShi、2004年12月9日）
- 着信御礼!ケータイ大喜利（2006年4月）
- おーい、ニッポン 私の・好きな・愛媛県 リポーター（2007年12月2日）
- これこそ!わが町 元気魂（2008年1月2日）
- NHKミニミニ映像大賞 グランプリ決定!!
  - 第6回 明日のエコではまにあわない（2008年12月14日）
  - 第7回（2009年12月12日）
- もうすぐ8時プレマップ、週末プレマップ（2008年度）
- もうすぐ9時プレマップ、週末プレマップ（2009年度）
- ディープ ピープル（番組たまごで放送、2009年5月28日）
- ザ・コーチ 人生ノ教科書（番組たまごで放送、2009年10月12日）
- 録っておき再放送 （2009年11月）※首藤奈知子と共に番組告知
- デジタルQ（2代目地上デジタル放送推進大使、2010年4月4日 - 2011年7月24日）
- 全国一斉地デジ化テスト（NHK総合・Eテレ・全民放127局で放送 2010年7月24日）
- まちかど情報室スペシャル2010（2010年12月29日）
- ゆく年くる年
  - 2010年12月31日 - 2011年1月1日／東京スカイツリーからの中継リポーター
  - 2011年12月31日 - 2012年1月1日／森本健成と共に司会進行
  - 2012年12月31日 - 2013年1月1日／阿部渉と共に司会進行（大崎八幡宮より中継）
- NHKスペシャル - ナレーション
- ワイルドライフ（BSプレミアム、不定期） - ナレーション
  - 「証言ドキュメント 永田町 権力の漂流」（2011年12月25日）
- 地上アナログ放送終了のお知らせ[注 2]（2011年7月24日11時59分 - 12時0分）
- 知ってる!? デジタル - ナレーション[注 3]
- 東京スカイツリー受信確認テスト（総合・Eテレ・東京民放キー5局。2012年12月22日 - 2013年5月28日）
- NHK映像ファイル あの人に会いたい（2015年4月4日 - 2017年4月1日） - ナレーション
- オドモTV（Eテレ） - 「オドモニュース」のニュースキャスター
- ゼロからわかる皇室&元号スペシャル（2018年4月30日）
- あさイチ（2021年3月30日 - ） - キャスター[19]☆
- I LOVE みんなのどうぶつ園（日本テレビ、2022年2月19日） - 日本テレビ「I LOVE みんなのどうぶつ園」とNHK「家族になろうよ」の共同プロジェクトで出演[30]。
- NHKスペシャル つながれ！チエノワ #子育てのもやもや解消（2022年5月29日） - 司会
- 君の声が聴きたい 生放送スペシャル（2024年5月4日） - 桑子真帆と共に司会進行
- 第75回NHK紅白歌合戦（2024年12月31日） - 司会（有吉弘行、伊藤沙莉、橋本環奈と担当）[31]
- べらぼう～蔦重栄華乃夢噺～ 「紀行コーナー」（2025年1月5日 - 2025年12月） - ナレーション[32]☆